# Bezonnes
Bezonnes est un village du département de l'Aveyron (France). Il fait partie de la commune de Rodelle. 

## Géographie

### Localisation
Le village de Bezonnes se situe à 560 m d'altitude environ au cœur du Causse Comtal a 15 km au nord de Rodez au carrefour des routes départementales D27 et D68.

## Toponymie
Le nom actuel de Bezonnes viendrait du latin Vesuna ou Vesunna. Au Moyen Âge, le village était d'ailleurs encore mentionné sous le nom de Vesona ou Vezouna. 

## Histoire

### Préhistoire
La présence humaine dans le secteur est attestée depuis plusieurs milliers d'années en témoignent les nombreux dolmens présents tout autour du village.

### Antiquité
De nombreux vestiges datant de l'époque romaine furent découverts à Bezonnes en particulier la villa dite des Clapiės. 
À moins de 800 mètres au nord ouest de l'ancien village, à l'emplacement de l'actuel lotissement des Clapiés, les archéologues mirent au jour les vestiges exceptionnels d'une villa romaine du Ier siècle de notre ère. Connu depuis le début du XXe siècle grâce aux prospections de l'abbé Chincholle, le site put être en partie fouillé au cours de l'été 1991 sous la direction de Lucien Dausse. Les découvertes vinrent alors considérablement enrichir la connaissance que les historiens avaient sur l'occupation du territoire des Rutènes à l'époque romaine, en particulier sur les goûts architecturaux de ces derniers. Chose rare en Aveyron , il s'agit d'une villa aménagée sur un plan dit à péristyle proprement greco-romain, très "italien" contrairement aux deux autres grandes villas connues du département, Argentelle et Mas-Marcou, construites sur des plans de type gallo-romains, plus austères et plus rustiques. Les archéologues, sur le quart qu'ils purent fouiller mirent au jour plus de 800 m2 de surface bâtie, 150 mètres de murs, les restes d'un aménagement thermal ainsi que deux mosaïques dont une est aujourd'hui exposée au musée Fenaille de Rodez. 
La villa des Clapiés, qui est un superbe exemple d'aménagement en campagne par les riches citadins de Segodunum (Rodez), fonctionna semble-t-il jusqu'à la fin du IIIe - début du IVe siècle, époque où elle fut détruite par un incendie.
D'autres lieux, tels que Saint-Cyrice, la Pélisserie, Sahnes ou l'Aubugue, où furent observés du mobilier antique, témoignent de l'importance du site de Bezonnes à l'époque romaine,,

### Moyen Âge
Une nécropole datant de l'époque mérovingienne et qui fut utilisée jusqu'au XIVe siècle a été découverte et fouillée au lieu-dit La Galaubie. l

### Époque moderne et contemporaine
À l'époque révolutionnaire, Pierre Cabantous et Jean-Jacques Izard respectivement curé et vicaire de Bezonnes, considérés comme prêtres réfractaires furent pourchassés puis déportés ainsi que plus de 500 prêtres aveyronnais vers les prisons de Bordeaux, Rochefort, Figeac ou Toulouse. À noter que si le premier retrouva la liberté en 1795, le second mourut lors de sa captivité.
Le village a la particularité de compter parmi ses habitants un recordman du monde en la personne de M. Christian Braley, dont un camion de son entreprise a réussi à tirer le plus grand nombre de remorques lors de la mise en charge du viaduc de Millau.

## Population et société

### Démographie
Le village de Bezonnes est le plus peuplé de la commune de Rodelle, loin devant les autres bourgs que sont Saint Julien-de-Rodelle et Rodelle. À noter que ces dernières années, du fait de sa proximité avec l'agglomération ruthénoise il a vu sa population croitre de manière très forte. Jadis regroupé autour de l'ancien éperon rocheux, le village s'étend désormais tout le long de la route D27 au travers de nombreux lotissements jusqu'à englober désormais certains anciens hameaux comme Puech-Gros. Pour répondre à cette nouvelle problématique, le 24 mai 2019, par arrêté, la mairie a décidé de modifier et d'étendre les limites de l'agglomération de Bezonnes.  

### Enseignement
Bezonnes possède depuis 1834 une école maternelle et élémentaire, La Marmotseraie. Elle compte aujourd'hui près d'une centaine d'élèves. 

### Manifestations culturelles et festives
Chaque été se tient la Feria de Bezonnes, l'une des plus importantes fêtes du département.

### Activités sportives

#### Football
Créé en 1965 sous le nom de l'Étoile sportive de Bezonnes,, le club de foot du village réussi a atteindre la finale du championnat d’Aveyron dans la catégorie "cadets à VII" lors de la saison 1970/71 mais disparu au cours des années 70. Sous l'impulsion de passionnés locaux le club se reforma au début des années 2000 sous le nom de l'Inter du Causse Bezonnes et parvint rapidement à hisser son équipe première jusqu'en 1re division district. À noter que si Bezonnes n'a toujours pas remporter de titres majeurs, lors de la décennie 2000/2010 le club atteignit néanmoins les quarts-de-finales de la Coupe d’Aveyron ou encore les demi-finales de la Coupe des réserves. L'ICB comme on l'appelle compte aujourd'hui deux équipes ainsi qu'une école de foot en partenariat avec le club voisin de Sebazac. Il possède également deux terrains dont le principal accueille régulièrement la finale de la Coupe des réserves de l'Aveyron. 

#### Quilles
Bezonnes possède également un club de quilles de 8, le Bezonnes Olympiques Quilles.

## Lieux et monuments
Le village compte :
- Une fontaine du XIXe siècle dont les eaux se retrouvent en aval dans le ruisseau des douze de Muret-le-château.vue de l'église depuis le monument aux morts

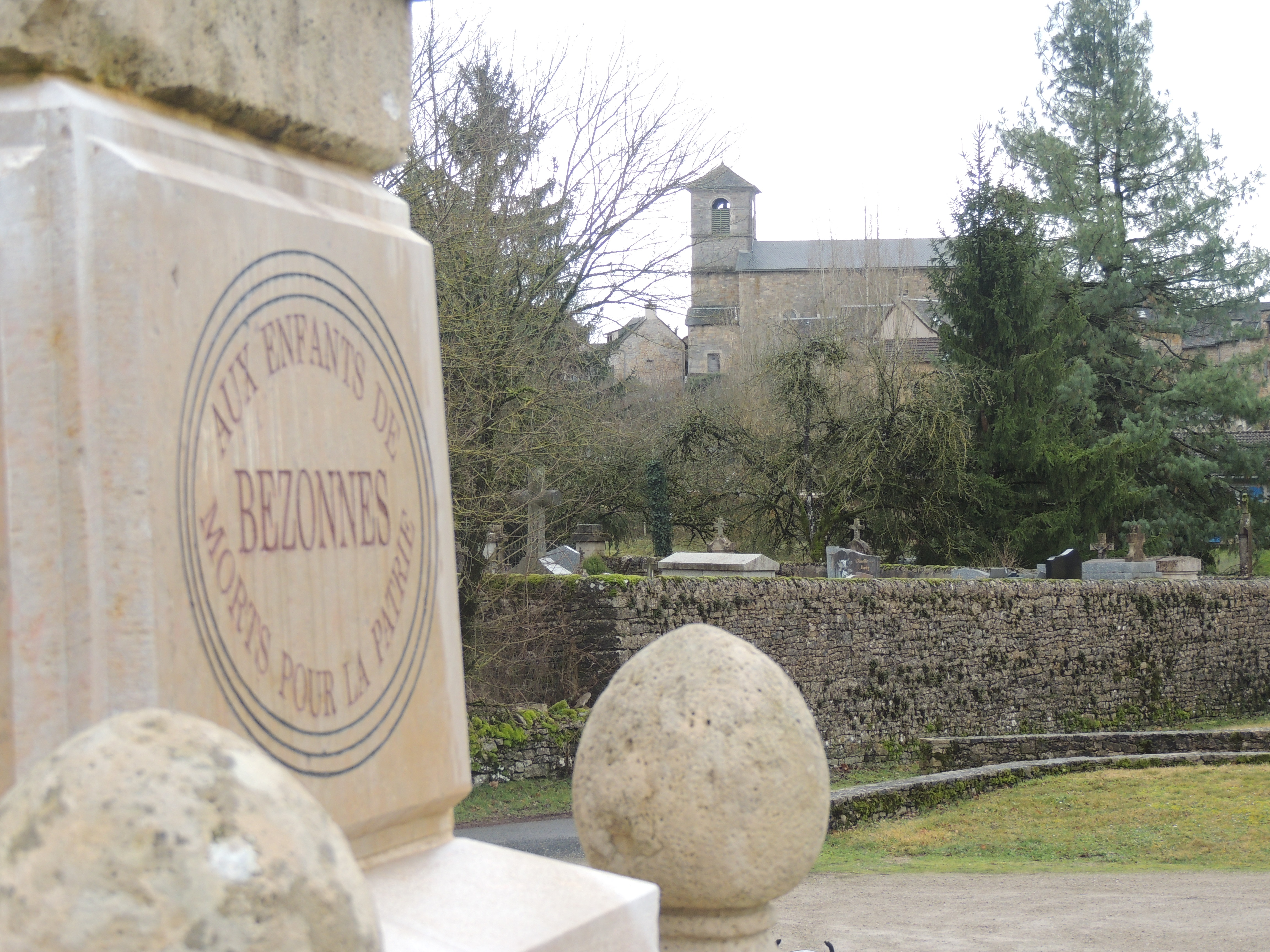
vue de l'église depuis le monument aux morts

- L'église Saint Nicolas qui abrite un autel du XVe siècle. L'église actuelle, qui a succédé à plusieurs édifices date des années 1830. En 1861 on déplaça le cimetière alors adossé à l'édifice vers le nord en bas du village. À noter que la voûte de l'église s'effondra en 1986[13].
- Le couvent dit de Chantemerle ou Cantemerle
- Un lavoir
- Un monument aux morts

## Galerie

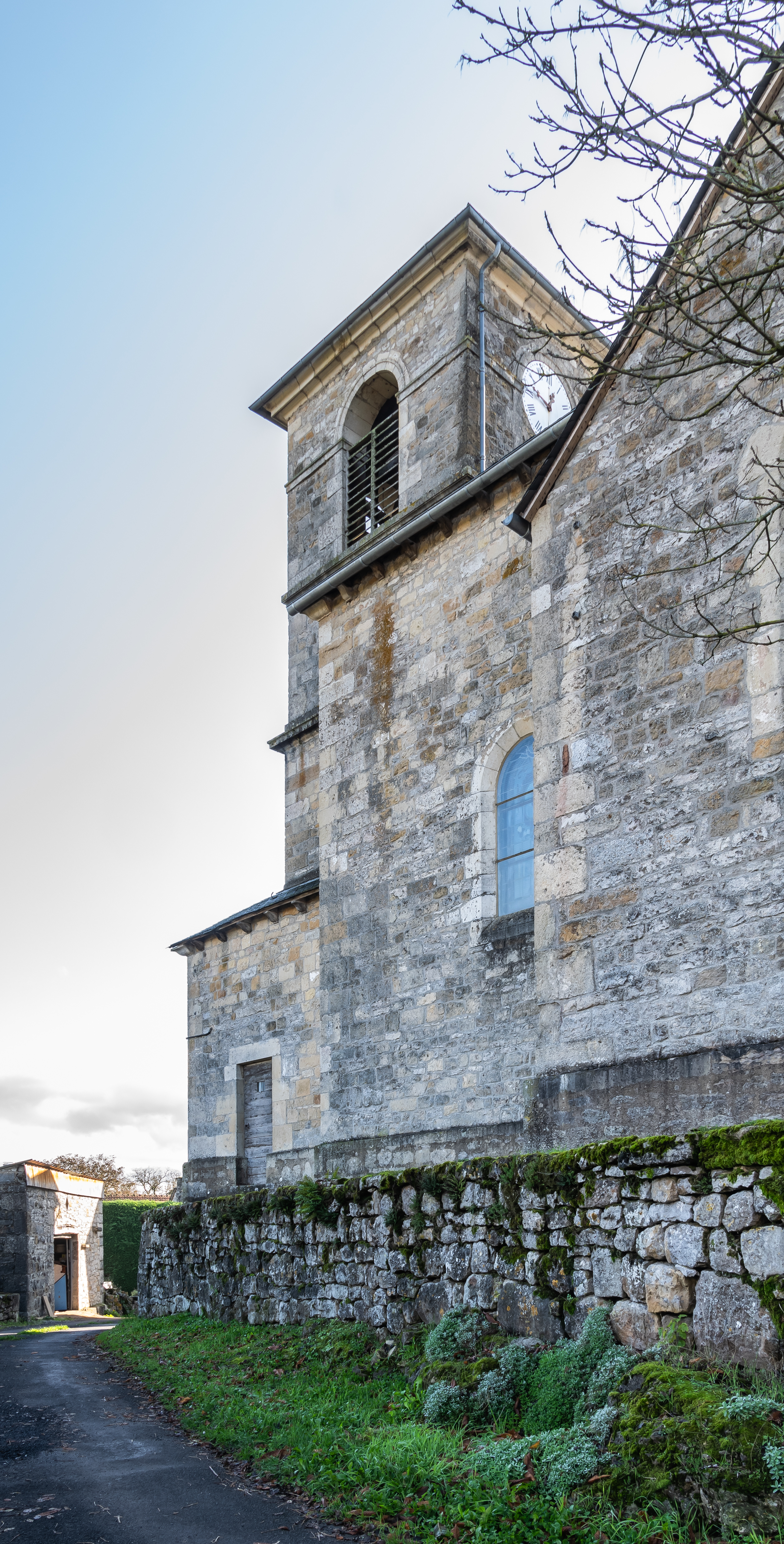
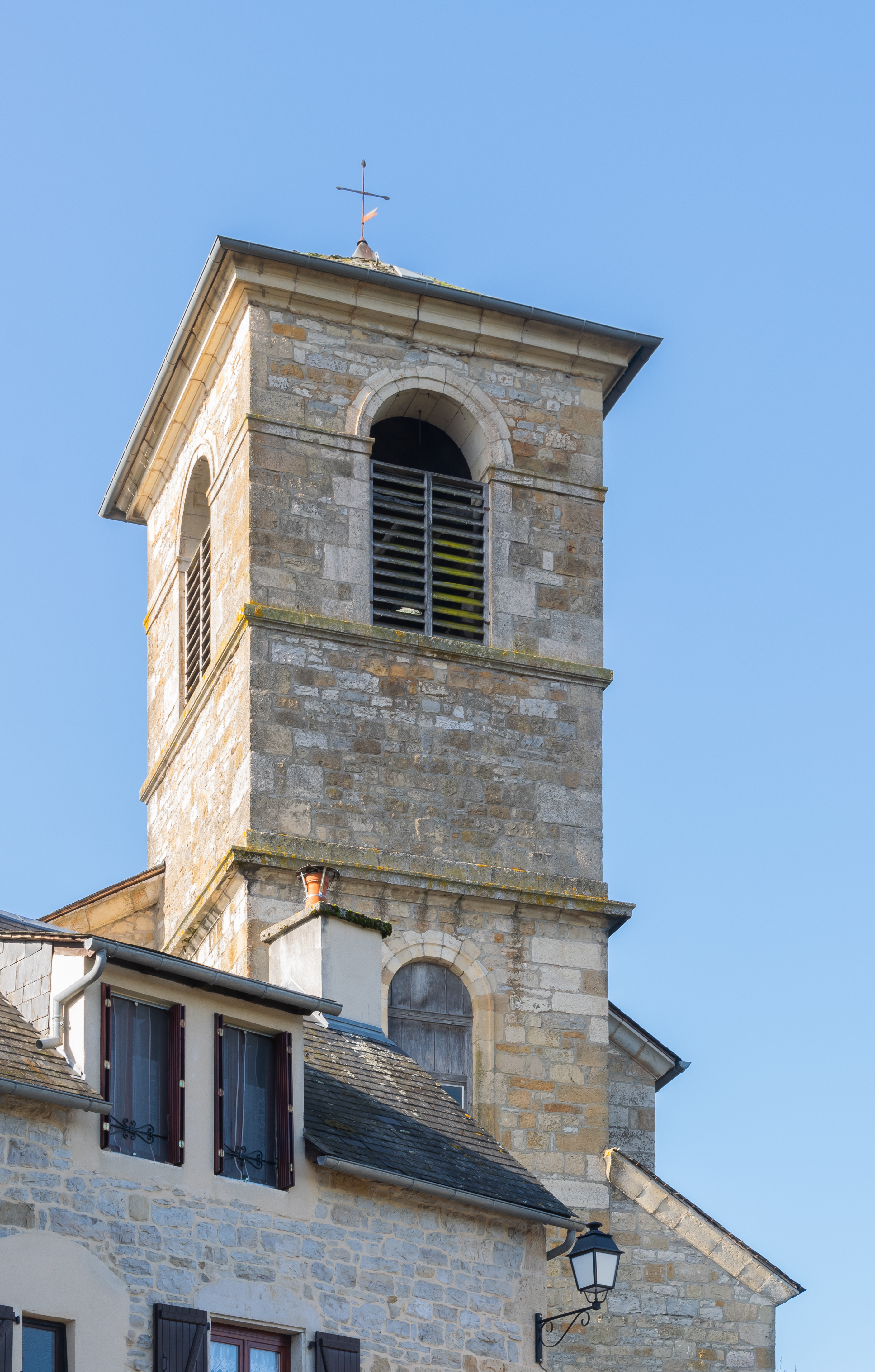
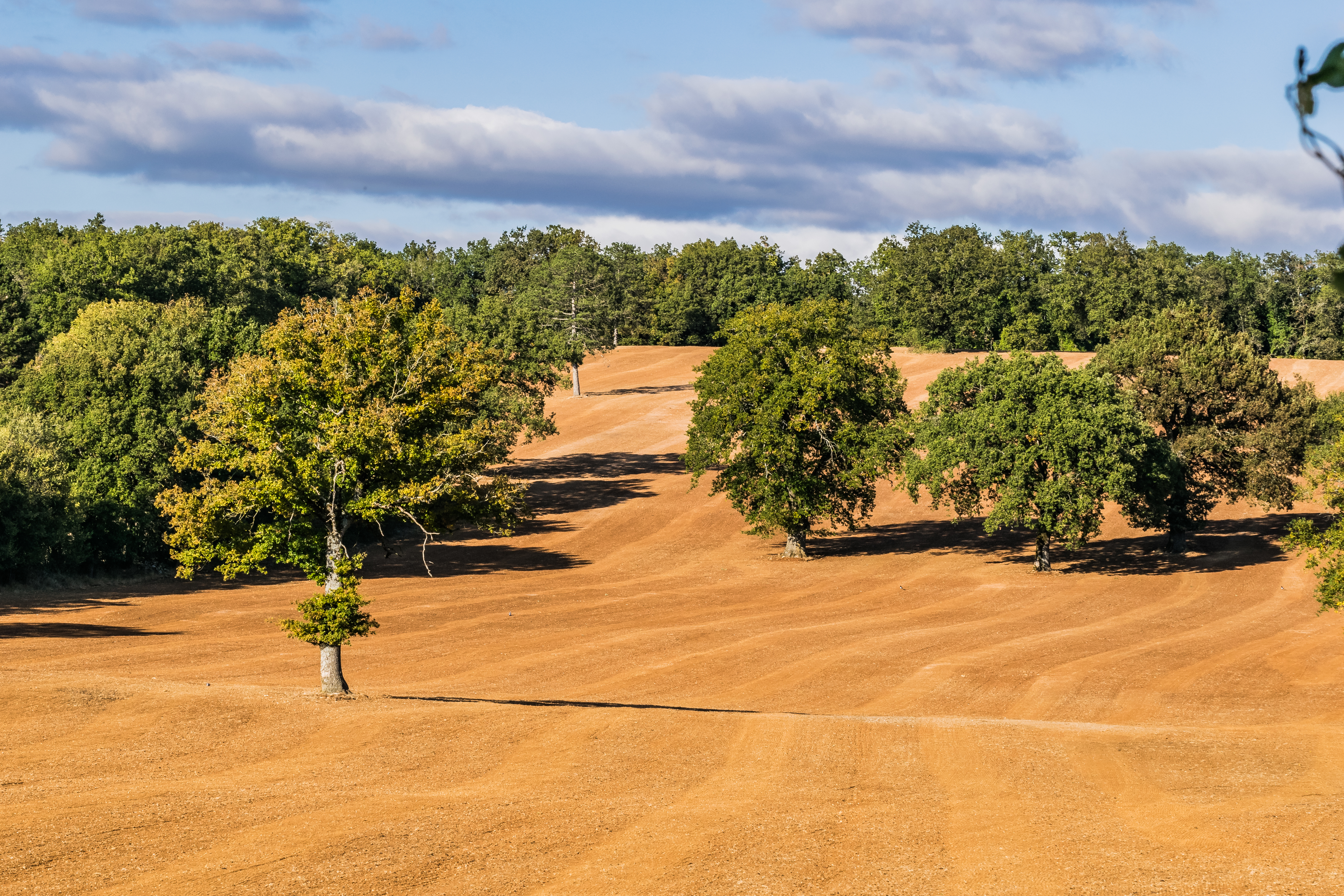
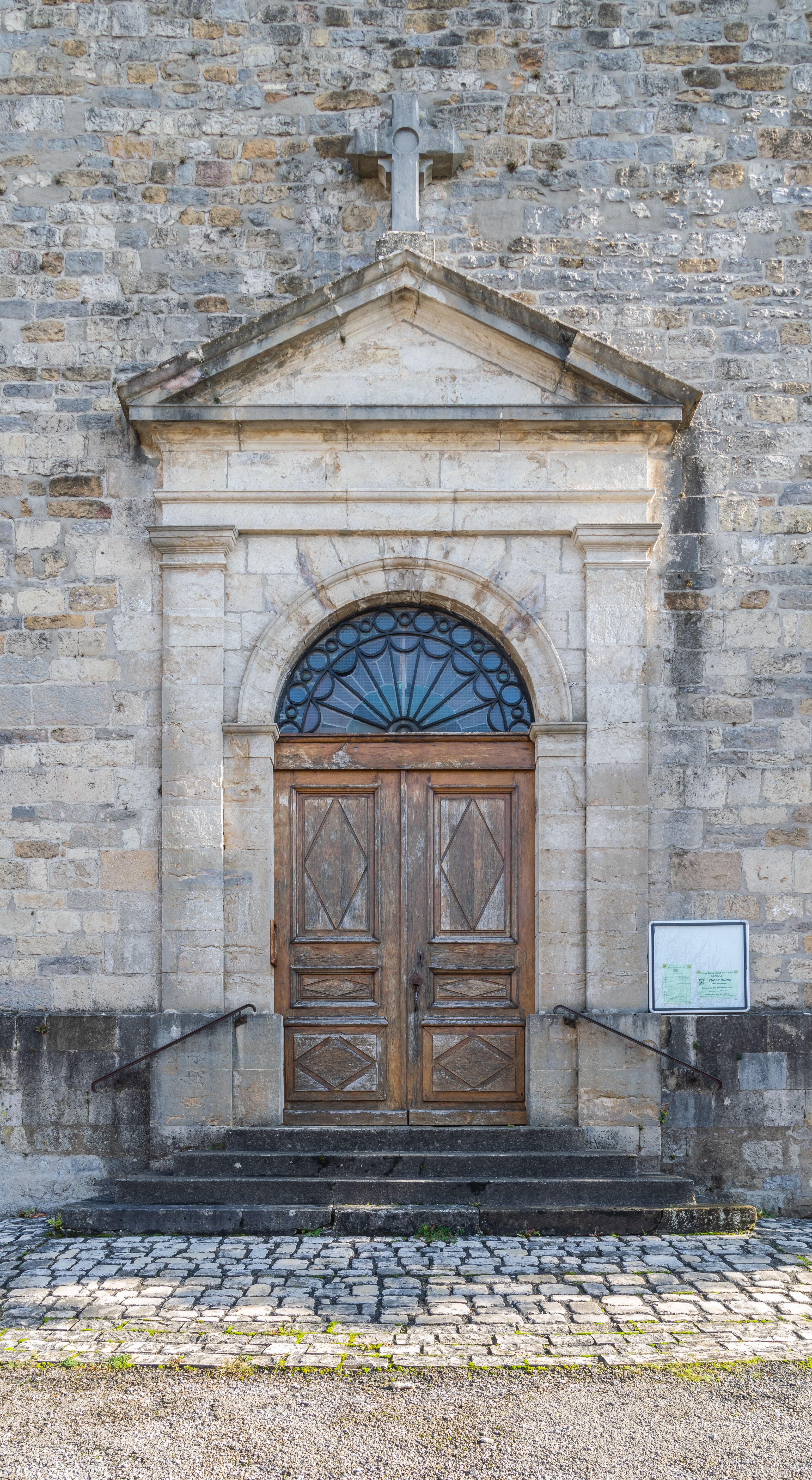
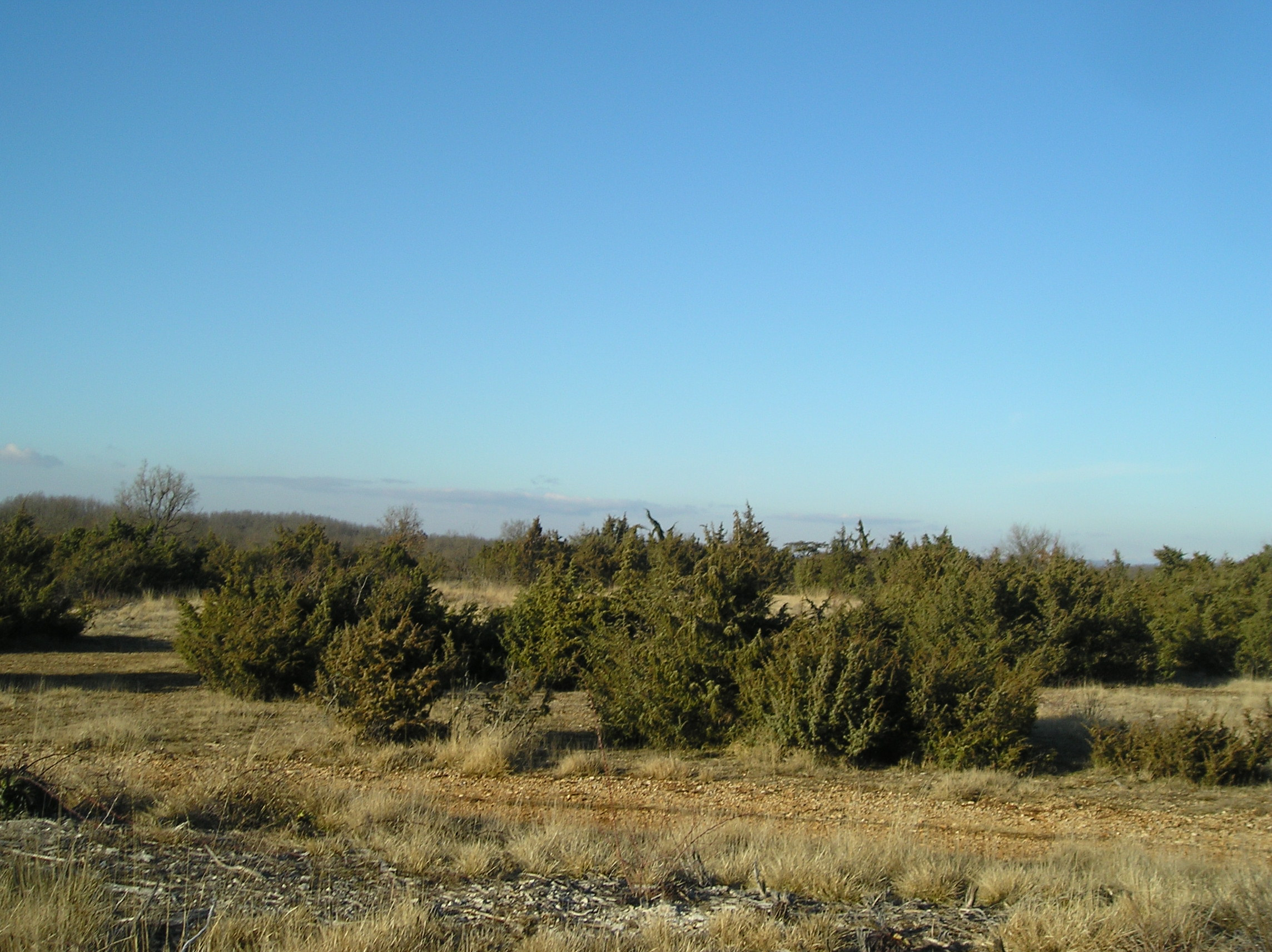